# برايان كليم
برايان كليم هو سياسي أمريكي، ولد في 1972 في كوس باي في الولايات المتحدة. نشط حزبياً في الحزب الديمقراطي. وقد انتخب عضو مجلس نواب أوريغون ‏.

## وصلات خارجية
- الموقع الرسمي